# Petro-Markivka, Illinți
Petro-Markivka (în ucraineană Петро-Марківка) este un sat în comuna Rosohovata din raionul Illinți, regiunea Vinnița, Ucraina.

## Demografie
Componența lingvistică a localității Petro-Markivka
     Ucraineană (95,56%)
     Rusă (4,44%)
Conform recensământului din 2001, majoritatea populației localității Petro-Markivka era vorbitoare de ucraineană (95,56%), existând în minoritate și vorbitori de rusă (4,44%).